# Le Magicien d'Oz (série télévisée d'animation, 1986)
Pour les articles homonymes, voir Le Magicien d'Oz.
Le Magicien d'Oz (オズの魔法使い, Oz no Mahōtsukai) est une série télévisée d'animation japonaise en 52 épisodes de 25 minutes réalisé par Tonogawa Naishô et Hiroshi Saitô, et diffusée du 6 octobre 1986 au 28 septembre 1987 sur la chaîne Tokyo 12.
Au Québec, la série a été diffusée à partir du 1er septembre 1987 à Super Écran puis en clair à partir du 3 septembre 1988 sur Radio-Québec, et en France à partir du 19 septembre 1987 sur La Cinq.
En 1987, la série a été acquise par HBO et doublée en anglais au Canada par le studio Cinar, qui en a profité pour faire croire à une coproduction canadienne : les noms japonais n'apparaissent pas au générique et les chansons ont été refaites.

## Résumé
Dorothée Gale et son chien Toto vivent au Kansas, États-Unis, avec son oncle Henri et sa tante Em. Dorothée et Toto et la maison de son Oncle sont emportés par une tornade vers le pays d'Oz. Le pays d'Oz est un pays peuplé par des personnages peu ordinaires. Les mauvaises sorcières de l'est et de l'ouest terrorisent les habitants tandis que les bonnes sorcières du nord et du sud essaient de les aider.
Comme elle veut retourner au Kansas, elle apprend que le magicien d'Oz, qui habite à la cité d'émeraude tout au bout d'un long chemin de briques jaunes, peut très certainement l'aider. Elle décide donc de s'y rendre. En chemin elle rencontre trois personnages à qui il manque chacun quelque chose : un lion sans courage, un bûcheron qui est un homme de fer blanc qui n'a pas de cœur (métaphore pour les sentiments) et un épouvantail sans cerveau (métaphore pour l'intelligence). Elle les convainc que le magicien d'Oz pourra très certainement les aider, et partent tous les quatre pour de grandes aventures à travers le pays d'Oz.
Les trente premiers épisodes reprennent, en très délayé, l'histoire du film de 1939. Hormis que dans le film les chaussures de Dorothée sont rouges et dans l'animé ils sont en argent, comme dans le livre.
La correspondance entre les histoires des livres originaux et le dessin animé se fait comme suit :
- Le Magicien d'Oz : premier livre (épisodes 1 à 17)
- Le Merveilleux Pays d'Oz : deuxième livre (épisodes 18 à 30)
- Ozma, la Princesse d'Oz : troisième livre (épisodes 31 à 42)
- La Cité d'émeraudes d'Oz : sixième livre (épisodes 43 à 48)

## Fiche technique
- Titre original : Oz no Mahōtsukai
- Titre français : Le Magicien d'Oz
- Production : Tôhô, CINAR
- Réalisateur : Tonogawa Naishô, Hiroshi Saitô
- Scénaristes : Akira Miyazaki
- Musique : Hagood Hardy (VF), Shunsuke Kikuchi (VO)
  - Générique : générique français interprété par Laurie Destal et Richard Dewitte.
- Pays d'origine : Japon
- Langue :
- Nombre d'épisodes : 52 (1 saison)
- Durée : 25 min.
- Dates de première diffusion :  Japon : 1986 ;  France : 1987

## Épisodes
1. Dorothée rencontre les Munchkins
2. Dorothée se fait un ami
3. La route de briques jaunes
4. En route pour la cité d’émeraudes
5. La reine des souris des champs
6. Enfin, la cité d'émeraudes
7. La requête du magicien
8. La méchante sorcière de l'ouest
9. Les pouvoirs magiques de Dorothée
10. La fin de la sorcière
11. Mombi, Tip et la coiffe d'or
12. De retour à la cité d’émeraudes
13. Le secret du magicien
14. La bonne volonté du faux magicien
15. Le voyage vers le sud
16. Glinda la bonne sorcière
17. Le retour à la maison
18. Dorothée revoit le magicien
19. De nouveau au pays d'Oz
20. La fuite de chez Mombi
21. L'attaque de la générale Gingembre
22. La fuite de la cité d'émeraudes
23. Le bûcheron vient à la rescousse
24. Les terribles pouvoirs de Mombi
25. Pris au piège au palais !
26. La fuite magique
27. Glinda accorde son aide
28. La cité d'émeraudes envahie
29. Mombie essaie de rouler Glinda
30. Ozma, la princesse d'Oz
31. Tic Tac, l'homme mécanique
32. Le prince kidnappé
33. Le désert
34. La poule bavarde
35. Les monstres de pierre
36. Le royaume souterrain des Nomes
37. L'horrible jeu de devinette
38. Dorothée gagne au jeu du roi
39. Le secret de la peur des Nomes
40. Le roi des Nomes tend un piège
41. Sauvés par le soleil!
42. Le roi des Nomes prépare sa revanche
43. Le secret de la princesse Ozma
44. Les soldats de papier
45. Le monstre Grognon se joint aux Nomes
46. Le puits de l’Éternel Oubli
47. Les Nomes sont en marche
48. Le roi reçoit de l'aide
49. Le couronnement d'Ozma
50. L'attaque des Nomes
51. Dorothée et ses amis défendent le palais
52. Tout est bien qui finit bien

## Voix françaises et québécoises
- Marie-Christine Barrault (comédienne française[1]) : narratrice
- Violette Chauveau : Dorothée
- Jacques Lavallée : épouvantail
- Laurent Hilling (comédien français[1]) : bûcheron
- Ronald France : lion
- Vincent Davy : le magicien d'Oz
- Lenie Scoffié : Tip (incertain)
- Daniel Lesourd : Jacques la lanterne
- Sophie Léger : la princesse Ozma
- Flora Balzano : Tic-Tac
- Dyne Mousso : tante Emma
- Gérard Delmas : oncle Henry
- Claudie Verdant : Glinda (la bonne sorcière du sud)

- Studio : Sonolab

 Source et légende : version québécoise (VQ) sur Doublage.qc.ca

## Commentaires
Cette série est souvent confondue avec un film de Fumihiko Takayama et John Danylkiw, coproduit entre le Japon et les États-Unis, portant exactement le même titre et sorti la même année au Japon. Ce film est sorti en 1982 aux États-Unis, puis fut doublé plus tard en japonais pour sortir en 1986 au Japon, c'est-à-dire la même année que le début de la série.
Cette série est également confondue avec une courte série américaine[Laquelle ?] de treize épisodes que France 3 a diffusé au milieu des années 1990 dans les Minikeums.
Dans l'épisode 5 à 19:33 des chevaliers du zodiaque on voit dans le public du galaxian wars Dorothy, le Bucheron et le Lion.

## DVD
En France, la série est distribuée en vidéo par Déclic Images.
| Intitulé du coffret                       | Nombre d'épisodes | Dates de sortie DVD     | Dates de sortie DVD |
| Intitulé du coffret                       | Nombre d'épisodes | Zone 2 (dont la France) | Nombre de disques   |
| ----------------------------------------- | ----------------- | ----------------------- | ------------------- |
| Le Magicien d'Oz - Partie 1 (1re édition) | 26                | <2003                   | 5                   |
| Le Magicien d'Oz - Part. 1 (2e édition)   | 1-26              | Novembre 2003           | 5                   |
| Le Magicien d'Oz - Part. 2 (2e édition)   | 27-52             | Juin 2004               | 5                   |
| Le Magicien d'Oz - #1 (3e édition)        | 21                | Août 2007               | 4                   |
| Le Magicien d'Oz - #1 (4e édition)        | 1-13              | Février 2008            | 4                   |
| Le Magicien d'Oz - #2 (4e édition)        | 14-26             | Mai 2010                | 4                   |
| Le Magicien d'Oz - #3 (4e édition)        | 27-39             | Mai 2010                | 4                   |
| Le Magicien d'Oz - #4 (4e édition)        | 40-52             | Mai 2010                | 4                   |
| Le Magicien d'Oz - Intégrale (5e édition) | 52                | Juin 2013               | 9                   |